# Batalla de Five Forks

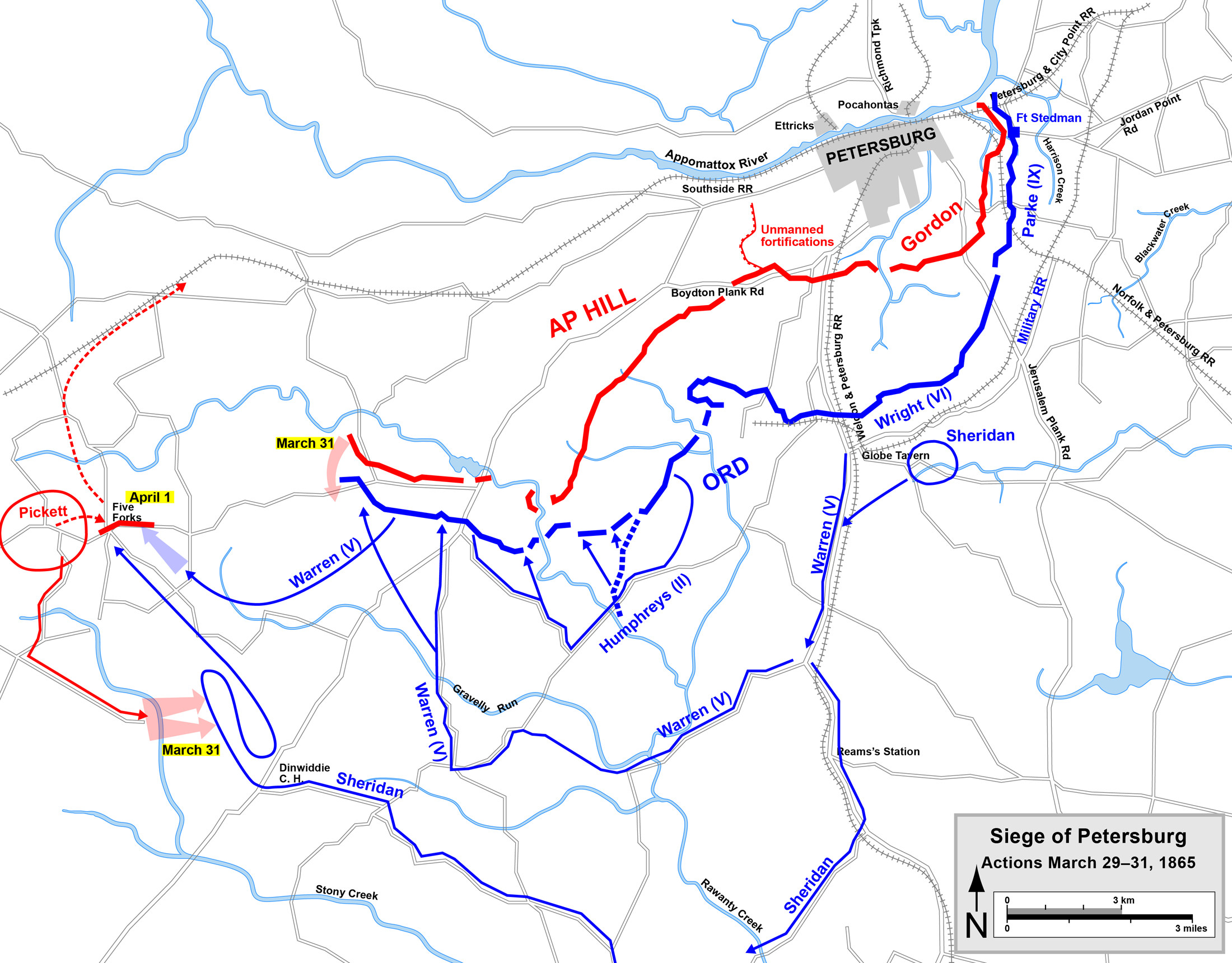
Acciones en Petersburg antes y durante la batalla de Five Forks
Confederación
Unión

La batalla de Five Forks se libró el 1 de abril de 1865, al suroeste de Petersburg, Virginia, alrededor del cruce de caminos de Five Forks, en el condado de Dinwiddie, al concluir el sitio de Petersburg, cerca de la conclusión de la Guerra Civil Americana entre las tropas de la Unión dirigidas por el general Ulysses S. Grant y las tropas de la Confederación dirigidas por el general Robert E. Lee.

## Antecedentes
El teniente general de la Unión, Ulysses S. Grant, intentaba flanquear las extensas defensas confederadas en Petersburg para cortar el ferrocarril Southside, la última línea de suministro confederada que todavía estaba en manos de los confederados. Su pérdida obligaría al general confederado Robert E. Lee a evacuar Petersburg y la capital confederada de Richmond. Ya entonces los hombres de Lee estaban debilitados hasta el punto de la ruptura, especialmente después de un costoso ataque fallido en Fort Stedman. Para evitar el éxito de sus planes, Lee envió su única reserva móvil, la división de infantería de George Pickett y tres divisiones de caballería contra los federales en ese lugar.
Después de la Batalla de Dinwiddie Court House (31 de marzo) alrededor de las 10:00 p. m., la infantería del V Cuerpo de la Unión comenzó a llegar cerca del campo de batalla para reforzar la caballería de Philip Sheridan. Las órdenes de Pickett dadas por su comandante, el general Robert E. Lee, eran defender Five Forks a toda costa debido a su importancia estratégica al respecto.

## La batalla
Aproximadamente a las 4:15 p. m. empezó la batalla. Sheridan inmovilizó con fuego de armas pequeñas el frente y el flanco derecho de la línea confederada, mientras que el numeroso V Cuerpo de infantería, comandado por el General de División Gouverneur K. Warren, atacó el flanco izquierdo poco después. Debido a una "sombra acústica" en el bosque, Pickett y el comandante de caballería, el general de división Fitzhugh Lee, no escucharon la fase inicial de la batalla y sus subordinados no pudieron encontrarlos. Por ello no hubo cadena de mando, lo que llevó a que los esfuerzos de sus subordinados contra los federales llegasen a ser inútiles  a causa del caos que eso causó.
De esa manera, aunque la infantería de la Unión no pudo aprovechar la confusión del enemigo debido a la falta de reconocimiento, fue aun así capaz de atravesar su parte de la línea confederada por casualidad ya que no estaba debidamente defendida, siendo ayudado además por el caos confederado y el estímulo personal de Sheridan. Cuando Pickett fue finalmente localizado ya era demasiado tarde, puesto que sus fuerzas ya se estaban desintegrando y huyendo del campo de batalla para evitar ser embolsados por las fuerzas de Sheridan.
De esa manera los federales pudieron hacer muchos prisioneros y salir victoriosos de la batalla a las 7:00 p. m..

## Consecuencias
Después de la batalla, Sheridan relevó controversialmente a Warren del mando del V Cuerpo, en gran parte debido a una enemistad privada. Mientras tanto, la Unión tenía ahora Five Forks y el camino hacia el Ferrocarril de la Zona Sur en sus manos poniéndolo así especialmente vulnerable para un ataque de la Unión. Eso llevó a que el General Lee se preparase para abandonar Petersburg y Richmond, mientras que Grant tomó luego la decisión de lanzar su ataque final sobre Petersburg al día siguiente.
Eso llevaría a la tercera batalla de Petersburg, que sólo fue batida para cubrir la retirada de Lee, que sería luego su retirada final.